# 伯拉山
46°40′34″N 7°11′2″E / 46.67611°N 7.18389°E

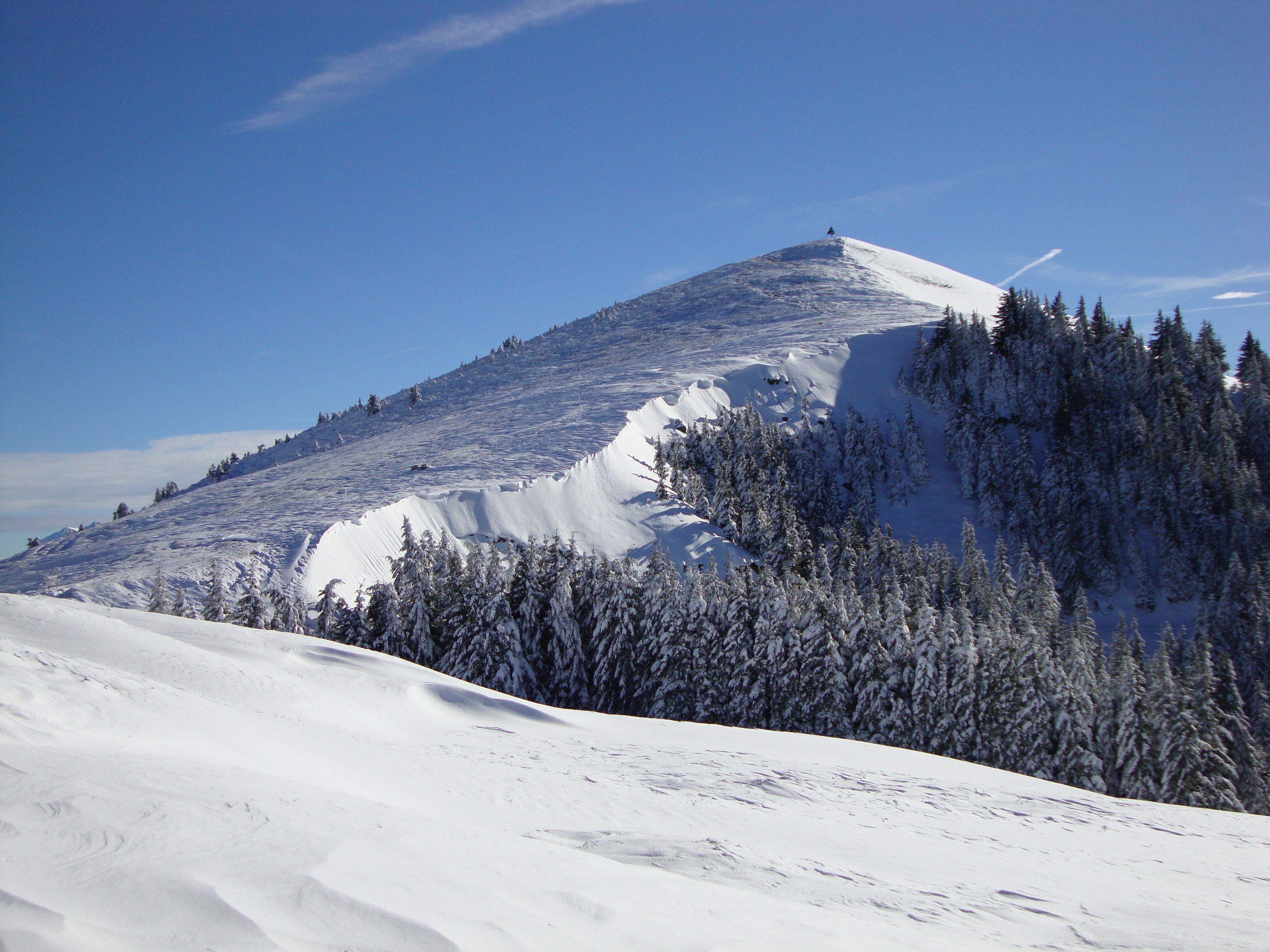

伯拉山（La Berra），是瑞士的的山峰，位於該國西部，由弗里堡州負責管轄，屬於弗賴堡前阿爾卑斯山脈的一部分，處於弗里堡以南15公里，海拔高度1,719米。